# ورزشگاه خوزه ریکو پرز
ورزشگاه خوزه ریکو پرز (به اسپانیایی: Estadio José Rico Pérez) با ظرفیت ۳۰٬۰۰۰ نفر یکی از ورزشگاه‌های فوتبال کشور اسپانیا است که در شهر آلیکانته ایالت والنسیا واقع شده‌است. این ورزشگاه در سال ۱۹۷۴ بازگشایی شد و در حال حاضر بازی‌های خانگی باشگاه فوتبال هرکولس
باشگاه فوتبال آلیکانته در آن برگزار می‌گردد.